# NGC 1323
NGC 1323 is een lensvormig sterrenstelsel in het sterrenbeeld Eridanus. Het hemelobject werd op 19 december 1849 ontdekt door de Ierse astronoom William Parsons.

## Synoniemen
- PGC 12764
- NPM1G -02.0119